# 八王子市立松枝小学校
八王子市立松枝小学校（はちおうじしりつ まつえしょうがっこう）東京都八王子市楢原町にある公立小学校。

## 教育目標
- まなぶ子
- つよい子
- えがおの子

## 沿革
- 昭和55年4月1日 - 八王子市立松枝小学校開校